# ساماودا

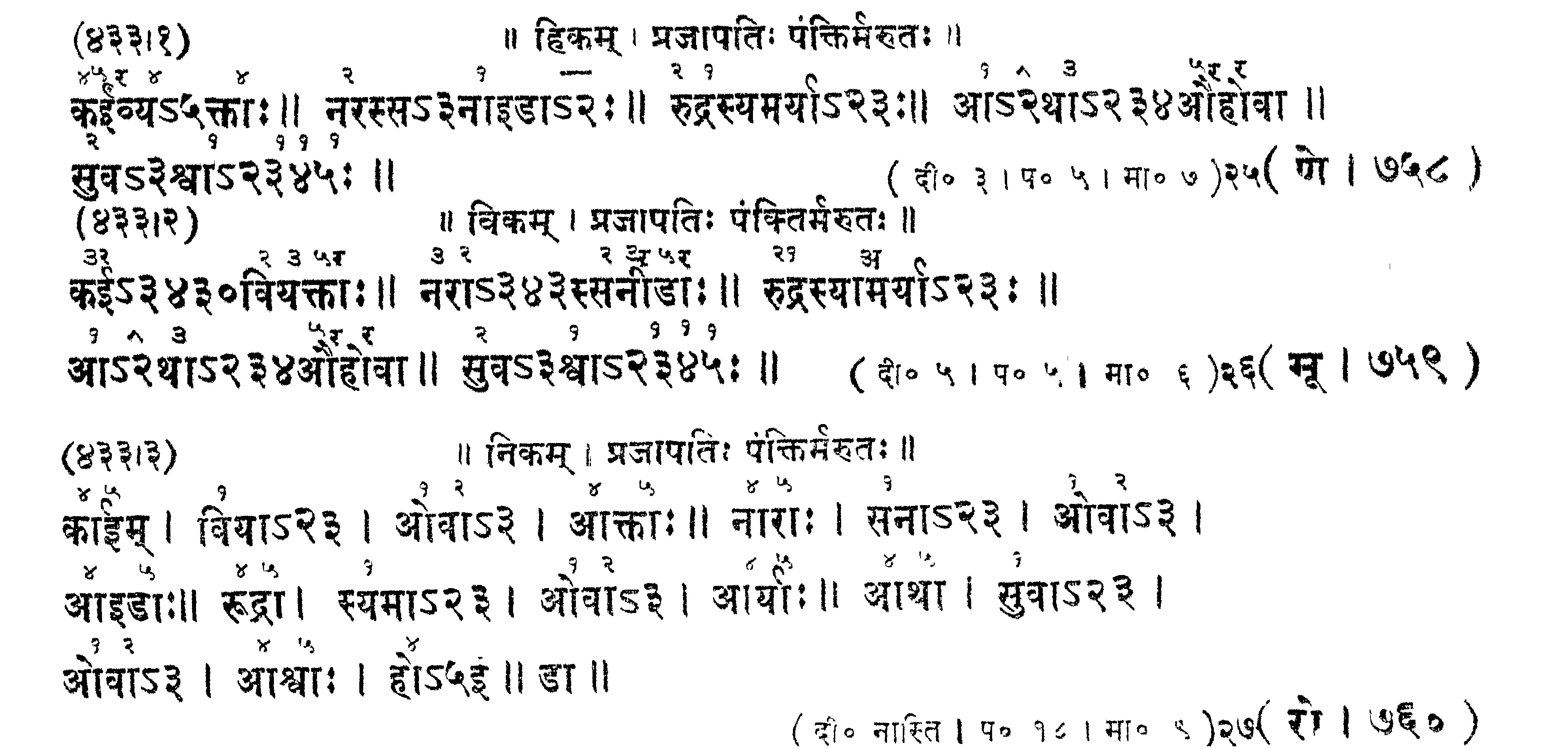
متن ملودی ساماودا.

سامه‌ودا (انگلیسی: Samaveda) سامه وِیْدا (سانسکریت: सामवेद؛ sāmaveda متشکل از sāman به معنی "سرود" و veda به معنی "دانش") نغمه‌ها و اشعار وداها است. ساماودا یکی از متون باستانی سانسکریت ودایی و بخشی از کتاب مقدس آیین هندو و یکی از چهار ودا، مربوط به عبادات مشتمل بر ۱٬۸۷۵ بیت یا شعر است که همه آن‌ها بجز ۷۵ بیت از ریگ‌ودا گرفته شده‌است. سه نسخه تجدید نظر شده از ساماودا و نسخه‌های خطی متفاوتی در نقاط مختلف هند به دست ما رسیده‌است.

در حالی که اعتقاد بر این است که تاریخ تدوین قطعات اولیه به تاریخ اوایل ریگ‌ودا از دوره‌های پساریگ‌ودایی مانترا، دوره‌ای از زبان سانسکریت ودایی حدود ۱۰۰۰ تا ۱۲۰۰ سال پیش از میلاد برمی‌گردد اما تقریباً معاصر با آتارواودا و یاجورودا سروده شده‌است.
محتویات سامه‌ودا به‌طور گسترده مورد ملاحظه چاندوگیا اوپانیشاد و کنا اوپانیشاد قرار گرفته و به عنوان اوپانیشادهای اصلی و یکی از شش مکتب فلسفه هندو به خصوص مکتب ودانتا در نطر گرفته شده‌است. اشعار و نغمه‌های ساماودا یکی از ریشه‌های اصلی موسیقی و رقص سنتی هندی است.
همچنین به عنوان سامه وِیْدا نامیده شده‌است.